# 16è Festival Internacional de Cinema de Canes
El 16è Festival Internacional de Cinema de Canes es va dur a terme del 9 al 23 de maig de 1963. La Palma d'Or fou atorgada a Il gattopardo de Luchino Visconti. El festival va obrir amb The Birds, dirigida per Alfred Hitchcock.

## Jurat
Les següents persones foren nomenades per formar part del jurat en la competició de 1963:

Pel·lícules
- Armand Salacrou (França) President
- Rouben Mamoulian (EUA) Vicepresident
- Jacqueline Audry (França)
- Wilfrid Baumgartner (França) (funcionari BDF)
- François Chavane (França)
- Jean De Baroncelli (França) (crític)
- Robert Hossein (França)
- Rostislav Yurenev (URSS)
- Kashiko Kawakita (Japó)
- Steven Pallos (GB)
- Gian Luigi Rondi (Itàlia)

Curtmetratges
- Henri Alekan (França) President
- Robert Alla (França)
- Karl Schedereit (Alemanya Occidental)
- Ahmed Sefrioui (Marroc)
- Semih Tugrul (Turquia) (periodista)

## Selecció oficial

### En competició - pel·lícules
Les següents pel·lícules competien per la Palma d'Or:
- Les Abysses de Nikos Papatakis
- Alvorada de Hugo Niebeling
- La Cage de Robert Darène
- Carambolages de Marcel Bluwal
- Až přijde kocour de Vojtěch Jasný
- Codine de Henri Colpi
- Una storia moderna - L'ape regina de Marco Ferreri
- Kertes házak utcája de Tamás Fejér
- Wu Ze Tian de Li Han Hsiang
- I Fidanzati de Ermanno Olmi
- Pour la suite du monde de Pierre Perrault i Michel Brault
- Ouranos de Takis Kanellopoulos
- El buen amor de Francisco Regueiro
- Seppuku de Masaki Kobayashi
- Jak być kochaną de Wojciech Has
- Il gattopardo de Luchino Visconti
- Als twee druppels water de Fons Rademakers
- Lord of the Flies de Peter Brook
- Optimisticheskaya tragediya de Samson Samsonov
- El otro Cristóbal d'Armand Gatti
- Le Rat d'Amérique de Jean-Gabriel Albicocco
- This Sporting Life de Lindsay Anderson
- To Kill a Mockingbird de Robert Mulligan
- Tiutiun de Nikola Korabov
- Los Venerables todos de Manuel Antín
- What Ever Happened to Baby Jane? de Robert Aldrich

### Pel·lícules fora de competició
Les següents pel·lícules foren seleccionades per ser exhibides fora de la competició:
- 8½ de Federico Fellini
- The Birds d'Alfred Hitchcock

### Curtmetratges en competició
Els següents curtmetratges competien per Palma d'Or al millor curtmetratge:
- A fleur d'eau d'Alex Seiler
- Bouket zvezdi de Radka Batchvarova
- Citizens Of Tomorrow de Jamie Uys
- The Critic d'Ernest Pintoff
- Das Grabmal des Kaisers d'Istvan V. Szots
- Di Domenica de Luigi Bazzoni
- La ferriera abbandonata d'Aglauco Casadio
- Geel de Costia de Renesse
- Geschwindigkeit d'Edgar Reitz
- Le Haricot d'Edmond Sechan
- Images du ciel - Égypte o Égypte de Jacques Brissot
- The King's Breakfast de Wendy Toye
- My Flat (Moj stan) de Zvonimir Berkovic
- Nakymaton Kasi de Veronica Leo
- Oslo de Jørgen Roos
- Playa Insolita de Javier Aguirre
- Un Prince Belge de l'Europe, Charles Joseph de Ligne de Jacques Kupissonoff
- Sous le signe de Neptune d'A.F. Sulk
- The Ride de Gerald Potterton
- You d'István Szabó
- Zeilen de Hattum Hoving
- Zeleznicari d'Evald Schorm

## Secció paral·lela

### Setmana Internacional de la Crítica
Les següents persones foren seleccionades per ser exhibides en la 2a Setmana Internacional de la Crítica (2e Semaine de la Critique):
- Barnvagnen de Bo Widerberg
- Déjà s'envole la fleur maigre de Paul Meyer
- Hallelujah the Hills by Adolfas Mekas
- Le Joli Mai de Chris Marker, Pierre Lhomme
- Pelle viva de Guiseppe Fina
- Otoshiana de Hiroshi Teshigahara
- Porto das caixas de Paulo Cezar Saraceni
- Seul ou avec d'autres de Denys Arcand, Denis Héroux, Stéphane Venne
- Showman d'Albert i David Maysles
- Slnko v sieti de Stefan Uher

No exhibida:
- Showman d'Albert i David Maysles

## Premis

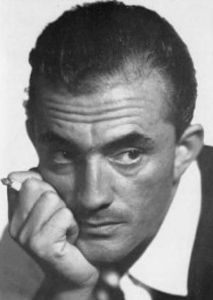
Luchino Visconti, guanyador de la Palma d'Or

### Premis oficials
Els guardonats en les seccions oficials de 1963 foren:
- Palma d'Or: Il gattopardo de Luchino Visconti
- Premi especial del jurat:
  - Až prijde kocour de Vojtěch Jasný
  - Seppuku de Masaki Kobayashi
- Millor guió: Dumitru Carabat, Henri Colpi i Yves Jamiaque per Codine
- Millor actriu: Marina Vlady per Una storia moderna - L'ape regina
- Millor actor: Richard Harris per This Sporting Life

Curtmetratges
- Palma d'Or al millor curtmetratge:
  - Le Haricot d'Edmond Séchan
  - In wechselndem Gefälle d'Alexander J. Seiler
- Premi del Jurat al Curtmetratge: Moj Stan de Zvonimir Berković
- Menció especial al Curtmetratge: Di Domenica de Luigi Bazzoni i You d'István Szabó
- Premi tècnic al curtmetratge: Zeilen de Hattum Hoving

### Premis independents
FIPRESCI
- Premi FIPRESCI:
  - This Sporting Life de Lindsay Anderson (en competició)
  - Le Joli Mai de Chris Marker, Pierre Lhomme (Setmana Internacional de la Crítica)

Commission Supérieure Technique
- Gran Premi tècnic:
  - Až prijde kocour de Vojtěch Jasný
  - Codine de Henri Colpi

Premi OCIC
- I Fidanzati d'Ermanno Olmi

Altres premis
- Premi Gary Cooper: To Kill a Mockingbird de Robert Mulligan
- Millor evocació d'una èpica de trencament mundial: Optimisticheskaya tragediya de Samson Samsonov